# 藤原村田
藤原 村田（ふじわら の むらた）は、平安時代初期の貴族。藤原南家巨勢麻呂流、阿波守・藤原真作の子。官位は正五位下・讃岐守。

## 経歴
弘仁7年（816年）従五位下に叙爵し、のち右少弁を務める。淳和朝の天長4年（827年）従五位上・肥後守に叙任される。その他、蔵人・讃岐守を歴任した。

## 官歴
『日本後紀』による。
- 正六位上
- 弘仁7年（816年）正月7日：従五位下
- 弘仁13年（824年） 日付不詳：右少弁[1]
- 天長4年（827年）3月9日：従五位上、肥後守
- 時期不詳：正五位下[2]
- 時期不詳：蔵人・讃岐守[3]

## 系譜
『尊卑分脈』による。
- 父：藤原真作
- 母：常陸那賀郡人
- 妻：県犬養以綱の娘
  - 次男：藤原富士麻呂（803-850）
  - 男子：藤原達良麻呂
- 生母不詳の子女
  - 男子：藤原興世（817-891）